# Alerre (kommunhuvudort)
Alerre är en kommunhuvudort i Spanien.   Den ligger i provinsen Provincia de Huesca och regionen Aragonien, i den nordöstra delen av landet, 300 km nordost om huvudstaden Madrid. Alerre ligger 509 meter över havet och antalet invånare är 234.
Terrängen runt Alerre är platt åt sydväst, men åt nordost är den kuperad. Terrängen runt Alerre sluttar söderut.Runt Alerre är det tätbefolkat, med 266 invånare per kvadratkilometer. Närmaste större samhälle är Huesca, 5,5 km sydost om Alerre. Trakten runt Alerre består till största delen av jordbruksmark.